# Ghazl El-Mehalla
Ghazl El-Mehalla (arabsky نادي غزل المحلة) je egyptský fotbalový klub hrající v Egyptské Premier League. Své domácí zápasy hrají na stadionu El Mahalla Stadium s kapacitou pro 29 000 diváků. Největšího úspěchu dosáhli v sezoně 1972/73, kdy získali ligový titul. O rok později se probojovali až do finále Afrického poháru mistrů, kde podlehli konžskému týmu CARA Brazzaville.

## Ocenění
- Egyptská Premier League: 1x

1973

## Účast v soutěžích CAF
- Africký pohár mistrů: 2x

1974 (Finále)
1975 (Semifinále)
- Pohár vítězů pohárů: 1x

2002 (Čtvrtfinále)

## Významní hráči
- Mahmoud Fathalla
- Wael Gomaa